# Cueva Cacao
La Cueva Cacao, también llamada Cueva de Cacao o Cueva Cacao 1A, es un yacimiento arqueológico ubicado en el departamento Antofagasta de la Sierra, provincia de Catamarca (Argentina). Se trata de un sitio con arte rupestre y ocupación residencial, en reparos rocosos. Cuenta con evidencias de ocupaciones humanas seguras datadas entre 1000 y 13 350 años AP. Nuevos hallazgos plantean la existencia de artefactos líticos hechos por el hombre asociados a restos de fauna extinta datada entre 37 y 40 mil años AP, lo que haría de este sitio uno de los más antiguos de América.

## Ubicación y contexto

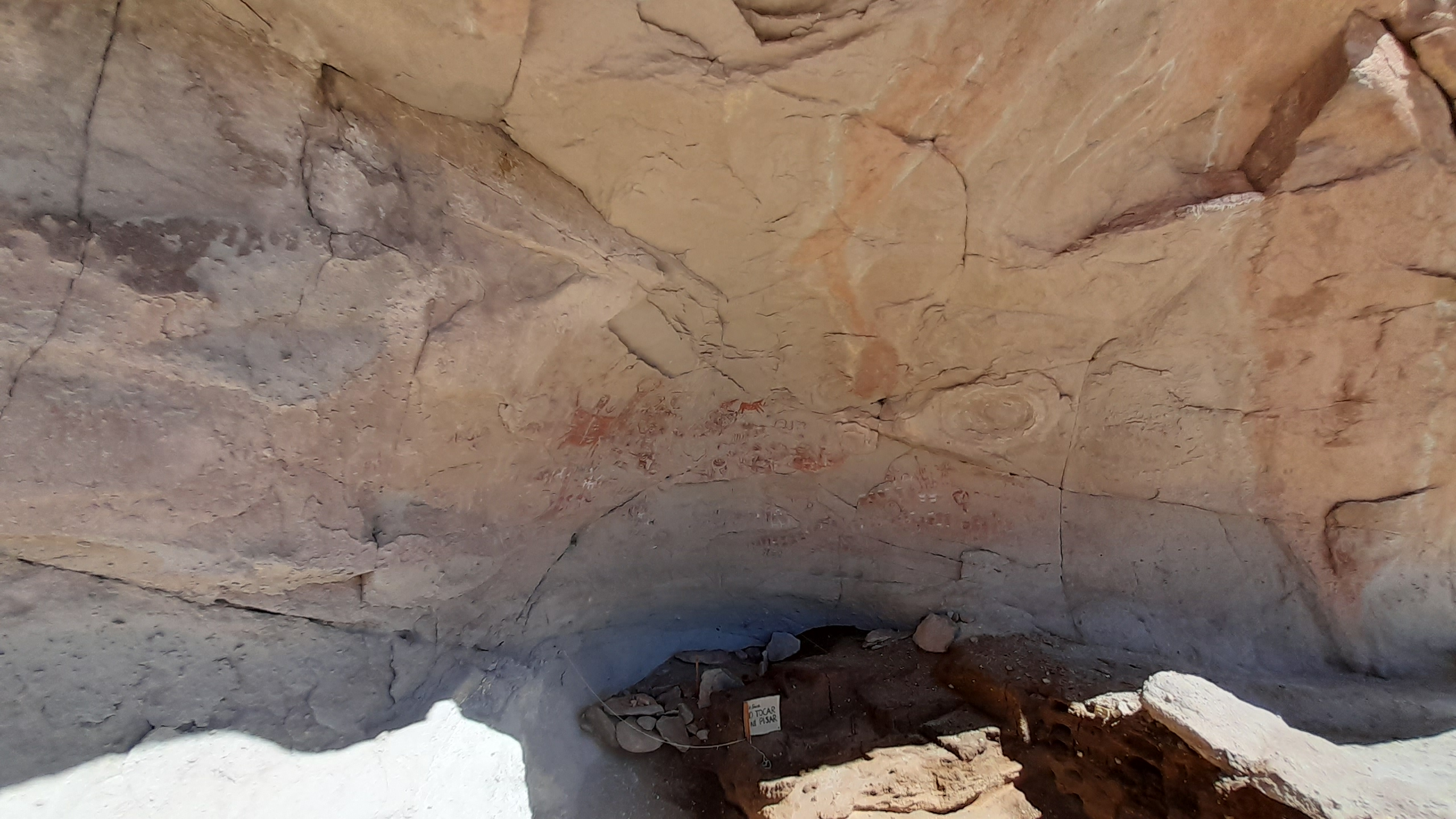

La Cueva de Cacao, llamado así por la quebrada Cacao donde se encuentra el sitio, está en la localidad de Paicuqui, a 20 km al norte de Antofagasta de la Sierra. Se halla en un quebrada pequeña que comunica con el río Punillas, el cual conecta a su vez a la cuenca de Antofagasta de la Sierra con las vegas de mayor altura en la provincia de Catamarca.
Este sitio, que se encuentra ubicado en el acantilado de un cerro, presenta varios aleros, con y sin arte rupestre, así como distintas estructuras de piedra.La cueva se encuentra a una altura de 3800 msnm, en ambiente puneño con vegetación de pajonal.

## Ocupaciones prehistóricas
En el alero superior se encontraron pinturas, grabados y estructuras asociadas. Las figuras más notorias de la cueva son las humanas de cuerpo entero, los camélidos y las máscaras. Las capas superiores corresponden a períodos agropastoriles (1000 a 1400 años AP) y a un Arcaico final en la base de la Capa III o Capa IV, con datación de radiocarbono de 3 390±110 años AP.
Fueron halladas sandalias de cuero de camélido (con datación de Carbono-14 de 2870 ± 40 AP), un sonajero de calabaza y dos trenzas de cabello humano cortadas intencionalmente hace 3000 años. También fueron encontrados fragmentos de cerámica, diversos artefactos líticos, restos de maní, maíz, quinoa, chañar, algarrobo e instrumentos y pigmentos para la realización de las pinturas rupestres.

## El debate sobre el poblamiento temprano de América
En las excavaciones arqueológicas se encontró, debajo de una ocupación datada en 3300 años, una capa, denominada V, de sedimentos formada por un depósito de excrementos de megafauna: megaterios, milodontes y una especie similar a los caballos, estos últimos del tamaño de una cebra actual o algo menores. El peso y el pisoteo de esos animales desmenuzaron las fecas y las compactaron. En las primeras excavaciones realizadas en este sitio no se encontraron evidencias antrópicas en esta capa, y se interpretó como el producto del uso de la cueva por fauna extinta.
Posteriores excavaciones, permitieron recuperar algunas evidencias de una posible presencia humana en el lugar en los primeros 10 centímetros de esta capa, junto con algunos mechones de pelo humano. Inicialmente se le asignó a esta capa estaba datada entre ca.13 350-12 500 AP. Sin embargo, cinco nuevos fechados realizados mediante el método de Carbono 14 a fines de la década de 2020, asociados a dos costillas de un perezoso gigante (Mylodontidae), junto con cuatro artefactos líticos, estarían indicando que ese nivel correspondería a una ocupación humana ocurrida entre los 39 000 y 40 000 años atrás.
Con estos nuevos datos, la cueva de Cacao se presentaría como uno de los sitios más tempranos con ocupación humana en América del Sur. Así, aportaría al debate sobre la antigüedad del poblamiento americano, pues hasta ahora se sostiene que no es más antiguo que 15 000 años atrás aproximadamente.